# Giacomo Battiato
Giacomo Battiato (ur. 18 października 1943 w Weronie) – włoski scenarzysta i reżyser filmowy. Najbardziej znany jest z filmów o Karolu Wojtyle.

## Życiorys
Jako redaktor literacki w 1967 opublikował Antologię literatury i poezji dekadentyzmu dla wydawnictwa Mazzotta. W 1973 rozpoczął karierę w RAI, a dziesięć lat później zadebiutował jako reżyser kinowy. Przez lata pracował nad przygotowaniem niektórych oper, wyreżyserował filmy dokumentalne i reklamy, a także poświęcił się pisarstwu, zdobywając ważne nagrody w każdej dziedzinie. W latach 1998–1999 odbył kurs reżyserii w Eksperymentalnym Centrum Kinematografii. W książce The History of the Italian Cinema wydanej w 2009 przez Princeton University Press został opisany jako jeden z najbardziej uczonych i elastycznych reżyserów swojego pokolenia. W 2013 został uhonorowany francuskim Orderem Sztuki i Literatury. Po dziesięciu latach spędzonych w Paryżu, w 2017 powrócił do Włoch. Stwierdził, że pisanie to jego wolność, ponieważ może sobie wyobrazić, czego chce, bez ograniczeń budżetu i czasu realizacji.

## Filmografia

### Filmy
- 1979: Martin Eden
- 1981: Colomba (TV)
- 1983: Serca i zbroja
- 1986: Więzi krwi (Il cugino americano)
- 1989: Stradivarius
- 1990: Cellini: Zapiski awanturnika (Una Vita scellerata)
- 1996: Cronaca di un amore volto
- 2002: Młody Casanova (Il giovane Casanova, TV)
- 2003: Nasza nadzieja (Entrusted)
- 2005: Karol. Człowiek, który został papieżem
- 2006: Karol. Papież, który pozostał człowiekiem
- 2008: Rezolucja 819 (Résolution 819, TV)

### Seriale TV
- 1975: Il marsigliese
- 1997: Ośmiornica 8
- 1998: Ośmiornica 9
- 2019: Imię róży